# Didier Deleule
Didier Deleule (París, 24 de enero de 1941-París, 6 de febrero de 2019) fue un filósofo y profesor universitario francés. Sus especialidades fueron la filosofía política y la filosofía inglesa clásica.

## Biografía
Deleule obtuvo la agregación de filosofía en 1966 y sostuvo su tesis doctoral con el título de Hume y el nacimiento del liberalismo económico en la Universidad de París X Nanterre el 2 de febrero de 1979. Comenzó su carrera universitaria en calidad de asistente de filosofía en la Facultad de Letras y Ciencias Humanas de Besançon en 1968. Después fue nombrado profesor adjunto de Filosofía en la Universidad del Franco Condado hasta 1981. Consiguió el grado de catedrático de la Universidad de Rennes en 1981.
En  1984, pasó como profesor de Filosofía comparada de las Ciencias sociales a la Universidad de París X Nanterre, donde se retiró como profesor emérito.  Presidente de la Sociedad Francesa de Filosofía y director de la Revue de métaphysique et de morale, participó en la creación de la revista Ciudades, junto a Yves Charles Zarka y de Frank Lessay. Fue miembro de la Junta directiva de la Federación internacional de sociedades de filosofía (FISP) desde 2008 a 2018.

## Obras
- La Psychologie, mythe scientifique, Paris, éd. Robert Laffont, coll. « Libertés » (no 81), 1969 (trad. italienne 1971, trad. espagnole 1972).
- Le corps productif (en collaboration avec F. Guery), Paris, Mame, coll. « Repères » (no 1), 1972 (trad. espagnole 1975, trad. anglaise 2014).
- Hume et la naissance du libéralisme économique, Paris, Aubier, coll. « Analyse et raisons », 1979 (trad. italienne 1986).
- Le commentaire de textes de philosophie (en collaboration avec F. Guery et P. Osmo), série ABC du DEUG et des prépas, Nathan, 1990 (trad. espagnole 1993).
- Football : que nous apprend-il de notre vie sociale ?, Gallimard, coll. « Chouette penser ? », 2008. ISBN 978-2-07-061908-5 (trad. chinoise 2015).
- Francis Bacon et la réforme du savoir, Paris, Hermann, 2010. ISBN 2705669787
- Regards sur le travail : Robinson, Pénélope et autres mythes, Ed. Uppr, 2016.
- Le modèle domestique en politique, sous-presse, Ed. Uppr.
- Durkheim et la (re)naissance du projet sociologique, sous-presse (Ed. Hermann)

## Distinciones
- Chevalier de los Artes y Cartas (enero de 1989)
- Chevalier en el orden de los Palmes académicos (promoción del 14 de julio de 2004)